# Polerady (Kelet-prágai járás)
Polerady település Csehországban, a Kelet-prágai járásban. Polerady Brandýs nad Labem-Stará Boleslav, Záryby, Brázdim, Sluhy és Kostelec nad Labem településekkel határos. Lakosainak száma 745 fő (2024. január 1.).

## Népesség
A település lakosságának változását az alábbi diagram mutatja:
| Lakosok száma | 230  | 265  | 328  | 206  | 264  | 229  | 248  | 303  | 483  | 745  |
|               | 1869 | 1890 | 1921 | 1950 | 1980 | 2001 | 2017 | 2019 | 2022 | 2024 |